# Maja Włoszczowska
Maja Martyna Włoszczowska (Varsòvia, 9 de novembre de 1983) és una ciclista polonesa, ja retirada, que s'ha especialitzat en el ciclisme de muntanya, encara que també ha competit en ruta. Forma part del COI.
Ha guanyat dues medalles de plata olímpiques a les proves de camp a través de Pequín de 2008 i Rio de 2016.
En carretera, s'ha proclamat campiona nacional tant en ruta com en contrarellotge. En la seva carrera professional, fou una de les ciclistes més rellevants a la UCI Mountain Bike World Cup XCO.

## Palmarès en ciclisme de muntanya
- 2001
  -  Campiona d'Europa júnior en Camp a través
- 2003
  -  Campiona del món en Marató
- 2004
  -  Campiona de Polònia en Camp a través
- 2007
  -  Campiona de Polònia en Camp a través
- 2008
  -  Medalla de plata als Jocs Olímpics de Pequín en Camp a través
  -  Campiona de Polònia en Camp a través
- 2009
  -  Campiona d'Europa en Camp a través
  -  Campiona de Polònia en Camp a través
- 2010
  -  Campiona del món en Camp a través
  -  Campiona de Polònia en Camp a través
- 2011
  -  Campiona de Polònia en Camp a través
- 2013
  -  Campiona de Polònia en Camp a través
- 2014
  -  Campiona de Polònia en Camp a través
- 2015
  -  Campiona de Polònia en Camp a través
- 2016
  -  Medalla de plata als Jocs Olímpics de Rio en Camp a través
  -  Campiona de Polònia en Camp a través
- 2017
  -  Campiona de Polònia en Camp a través

## Palmarès en ruta
- 2006
  -  Campiona de Polònia en ruta
  -  Campiona de Polònia en contrarellotge
- 2007
  -  Campiona de Polònia en ruta
- 2010
  -  Campiona de Polònia en contrarellotge
- 2011
  -  Campiona de Polònia en contrarellotge